# 奥克托杜鲁斯战役
奥克托杜鲁斯战役（英語：Battle of Octodurus）是前57至前56年发生在高卢城镇奥克托杜鲁斯（今瑞士瓦莱州马蒂尼）附近的一场战斗。因为当时罗马人试图打通阿尔卑斯山脉的大圣伯纳德山口，所以爆发了这场战斗。最终罗马人获得了胜利，但在这场残酷的战斗之后，士兵们都体力不支，所以只好退出阿尔卑斯山脉。